# Marlon Zanotelli
Marlon Modolo Zanotelli (Imperatriz, 19 de junio de 1988) es un jinete brasileño que compite en la modalidad de salto ecuestre. Ganó tres medallas en los Juegos Panamericanos, dos oros en 2019 y bronce en 2023.

## Palmarés internacional
| Juegos Panamericanos | Juegos Panamericanos | Juegos Panamericanos | Juegos Panamericanos |
| Año                  | Lugar                | Medalla              | Categoría            |
| -------------------- | -------------------- | -------------------- | -------------------- |
| 2019                 | Lima (Perú)          | Medalla de oro       | Individual           |
| 2019                 | Lima (Perú)          | Medalla de oro       | Por equipos          |
| 2023                 | Santiago (Chile)     | Medalla de bronce    | Por equipos          |